# 桑贾伊·维尔马
桑贾伊·维尔马（英語：Sanjay Verma，1965年1月28日—），印度前外交官，现任印度聯邦公共服務委員會成员，曾任印度駐西班牙兼駐安道爾大使等職務。

## 經歷
桑贾伊·维尔马生於1965年1月28日，來自北方邦阿努普斯哈赫尔，在孟买长大。维尔马就读于威尔逊学院，后在孟买大学Jai Hind学院获得经济学学士学位，并于新德里贾瓦哈拉尔·尼赫鲁大学取得国际研究硕士学位，且获得印度大学拨款委员会的国际研究奖学金。
維爾馬於1990年加入印度外事服務，駐外經歷包括：驻香港经济与商业官员，印度驻马尼拉大使馆新闻和政治事务二秘，印度驻加德满都大使馆新闻、信息和文化事务发言人及参赞，印度驻北京大使馆经济与商业事务参赞。在印度外交部的國內任職包括中國事務處長、新聞關係特別官員、能源安全聯祕、礼宾司司长。
2010年2月至2013年10月，任印度駐迪拜總領事。2013年12月至2016年1月，任印度駐埃塞俄比亚兼駐吉布提及非洲联盟大使。2018年10月4日，被任命为印度驻西班牙大使。兼任印度驻安道尔大使。
2022年3月2日，就任印度外交部西方事务秘书。
2024年2月1日，维尔马宣誓成为印度聯邦公共服務委員會成员。

## 個人生活
桑贾伊·维尔马与妻子桑吉塔·马塔（Sangeeta Matta）育有一女。
他曾是大学级别的曲棍球运动员，兴趣包括阅读、音乐、印度流行文化和电影。